# 红岗街道
红岗街道，是中华人民共和国黑龙江省大庆市红岗区下辖的一个乡镇级行政单位。

## 行政区划
红岗街道下辖以下地区：
伟业社区、杏旭社区、爱心社区、愚公社区、和平社区、拥军社区和晨曦社区。